# روبرت ووترمان غاردنر
روبرت ووترمان غاردنر (بالإنجليزية: Robert Waterman Gardner)‏ هو مهندس معماري أمريكي، ولد في 1866، وتوفي في 7 سبتمبر 1937.